# Starting From … Now!
Starting From … Now! est une web-série australienne en trente épisodes de 8 à 14 minutes créée par Julie Kalceff et diffusée du 11 mars au 16 décembre 2014 en ligne, puis du 1er mars au 9 août 2016 sur SBS2.
Cette série est inédite dans tous les pays francophones.

## Synopsis
Le drame décrit une «quadrature d'amour lesbien» entre Emily, Steph, Kristen et Darcy alors qu'elles recherchent le bonheur et l'amour et vivent dans la banlieue ouest de Sydney.

## Fiche technique
- Titre : Starting From … Now!
- Réalisation : Julie Kalceff
- Scénario : Julie Kalceff
- Photographie :
- Musique :
- Département-son : Danielle van Herk
- Production : SBS
- Pays d'origine :  Australie
- Langue d'origine : anglais
- Lieux de tournage : Sydney, Australie
- Format : Couleurs
- Genre : drame, romance saphique
- Durée : 8 minutes à 14 minutes
- Date de sortie :
  -  Australie : 11 mars 2014

## Distribution
- Sarah de Possesse : Steph Fraser
- Rosie Lourde : Darcy Peters
- Lauren Orrell : Kristen Sheriden
- Bianca Bradey : Emily Rochford
- Julia Billington : Rachel
- Linda Grasso : Trish Faulkner
- Clementine Mills : Bec
- Kaska Zielinski : Chris
- Kylie Watson : Jackie
- Isaro Kayitesi : Raven

## Épisodes
Les cinq saisons comptent chacune six épisodes, sans titre.
- La première saison a été diffusée du 11 mars au 16 avril 2014.
- La deuxième saison du 3 juin au 8 juillet 2014.
- La troisième saison du 18 novembre au 16 décembre 2014.
- La quatrième saison du 1er mars au 25 avril 2016.
- La cinquième saison du 5 juillet au 9 août 2016.